# Sarath Ratanavadi
Sarath Ratanavadi, thailändska: สารัชถ์ รัตนาวะดี, född 12 juli 1965, är en thailändsk företagsledare som är grundare, vice styrelseordförande och VD för energibolaget Gulf Energy Development Public Company Limited. Den amerikanska ekonomitidskriften Forbes rankade Ratanavadi till att vara världens 146:e rikaste med en förmögenhet på 11,7 miljarder amerikanska dollar för den 1 oktober 2022.
Han avlade en kandidatexamen i civilingenjör vid Chulalongkornuniversitetet och en master i ingenjörsledarskap (engineering management) vid University of Southern California.
År 2022 lät Ratanavadi och hans ena son Saris Ratanavadi anlägga en golfbana och grundade samtidigt golfklubben Stonehill Golf Club, som ligger norr om Bangkok.